# Aiouea acarodomatifera
Aiouea acarodomatifera  es una especie fanerógama en la familia de las lauráceas. Es endémica de Brasil. Es un arbolito de no más de 4 m de altura.